# Hotel Oriental

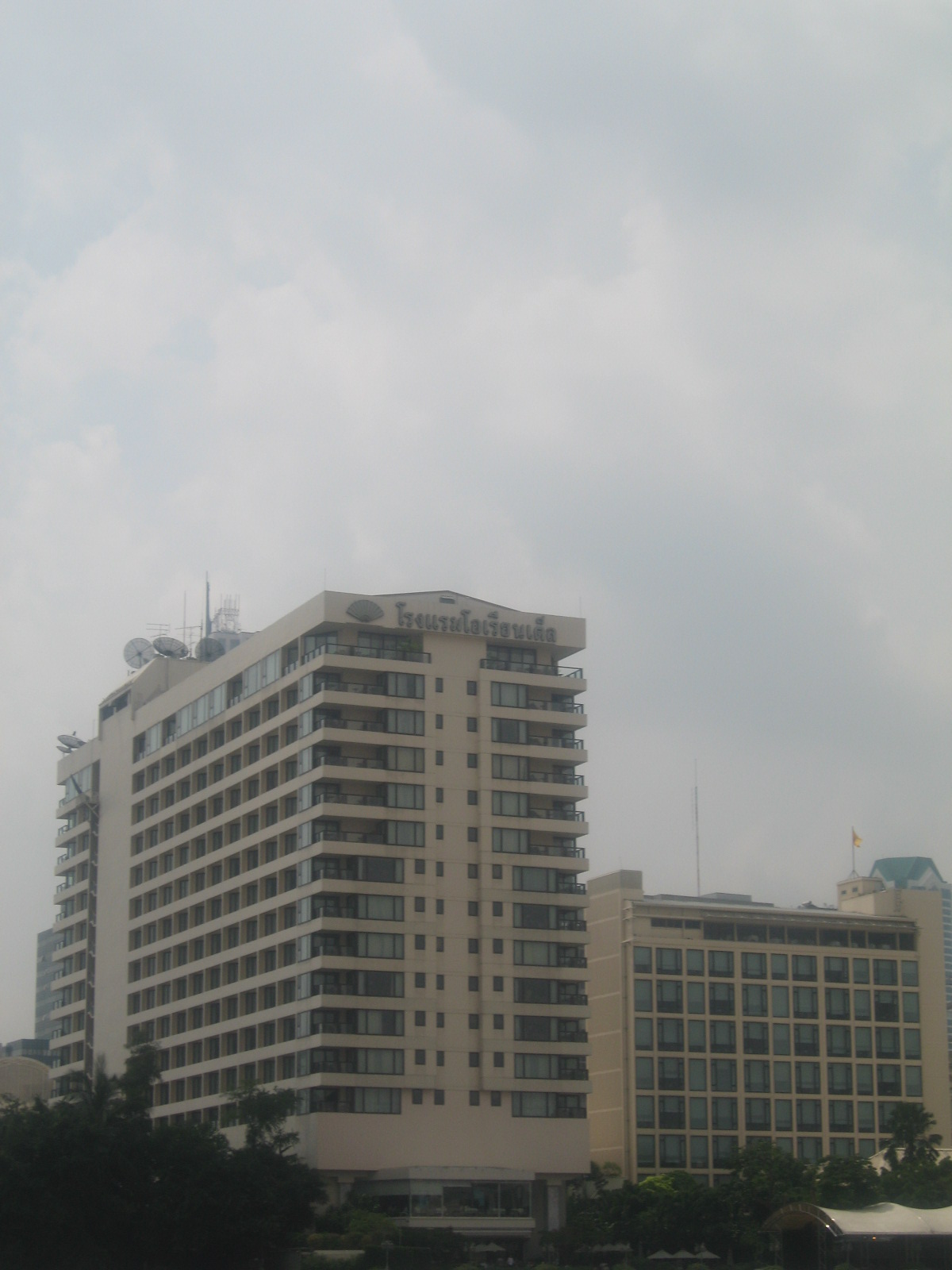
Das Hotel Oriental vom Chao Phraya her gesehen

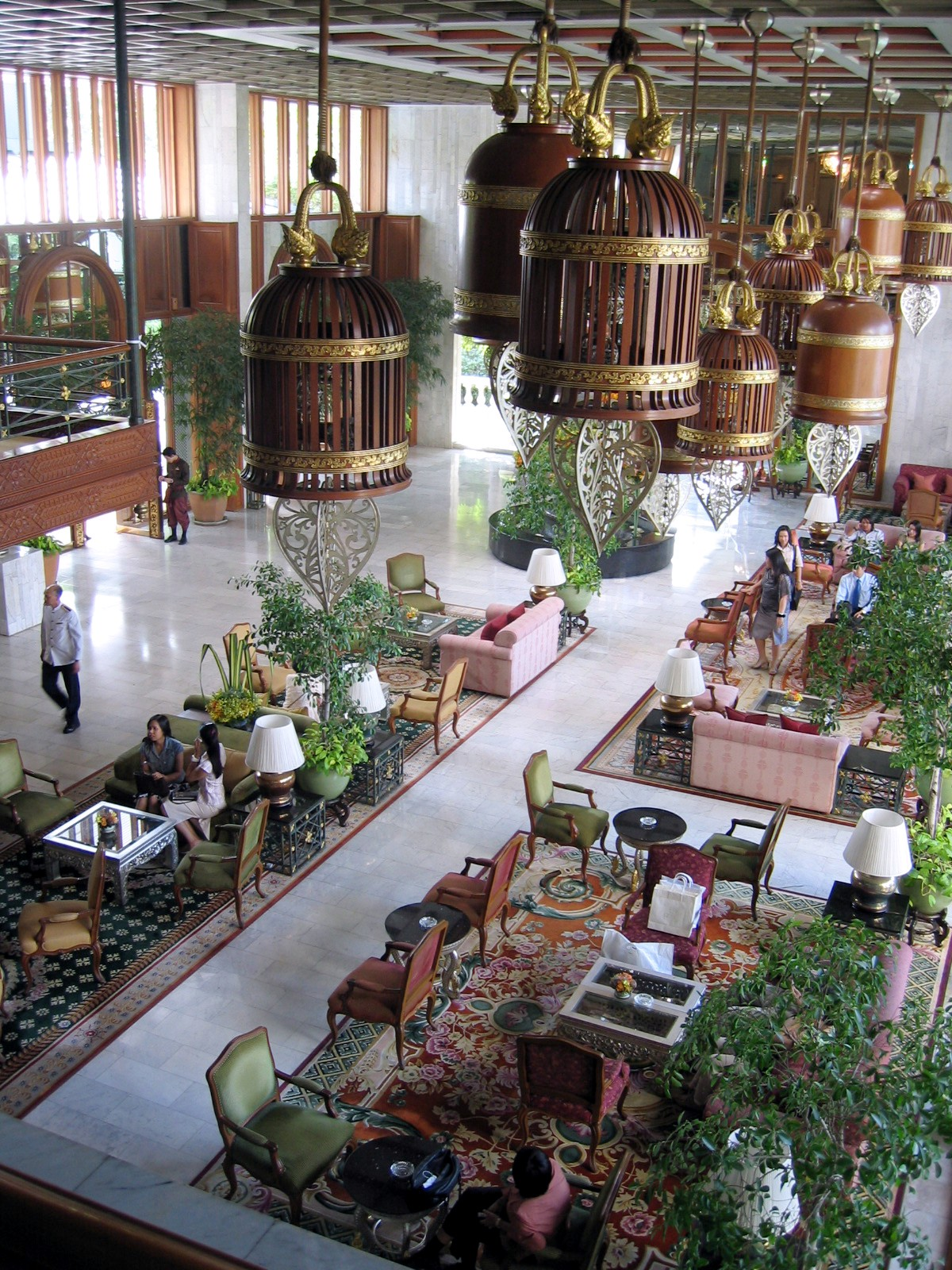
Foyer des Hotel Oriental. Abends sorgt hier ein Streichquartett für die musikalische Untermalung.

Das Hotel Oriental, eigentlich The Oriental, ist ein Hotel der Luxuskategorie (5 Sterne) in Bangkok, Thailand. Das Hotel ist das „Flaggschiff“ der Hotelgruppe Mandarin Oriental.

## Geschichte
Die Geschichte des Hotels begann im Jahr 1876, als zwei dänische Kapitäne am Mae Nam Chao Phraya (Chao-Phraya-Fluss) in Bangkok ein einfaches Gasthaus für Seeleute eröffneten. Das Gebäude wurde bei einem Brand zerstört und 1884 von einem anderen dänischen Kapitän neu aufgebaut. Dieser Bau steht noch heute und trägt den Namen Author's Wing (dt. Schriftsteller-Flügel), weil dort früher mehrere bekannte Schriftsteller logierten. Der erste war Josef Korzeniowski – später besser bekannt als Joseph Conrad – im Jahr 1888. Das Hotel gewann bald an Ansehen und wurde eine der „ersten Adressen“ in Bangkok. 1891 stieg hier zum Beispiel der spätere Zar Nikolaus II. ab. Weitere Schriftsteller, die sich in die Gästeliste eintrugen: Graham Greene, James Michener, John le Carré und Somerset Maugham.
Im Zweiten Weltkrieg wurde das Hotel beschädigt, als es von der japanischen Armee besetzt wurde. Nach dem Krieg war es dann für einige Zeit ein Quartier der Alliierten. 1945 übernahmen sechs Investoren das Hotel und sanierten es. 1958 wurde es um den Garden Wing (Gartenflügel) erweitert. Bis in die 1960er Jahre hinein konnte es jedoch nicht an seine frühere Glanzzeit anknüpfen. 1967 übernahm es dann der in Wangen im Allgäu geborene Deutsche Kurt Wachtveitl, der das Hotel 41 Jahre lang als Geschäftsführer leitete, und machte es erneut zu einem Luxushotel der Spitzenklasse. Am 31. Mai 2009 hat er die Leitung im Alter von 72 Jahren abgegeben. Er hatte auf der Hotelfachschule in Lausanne eine Thailänderin kennengelernt, der er in ihre Heimat folgte und die seine Ehefrau wurde. Sein erstes Hotel war ein kleines Haus in Pattaya, danach übernahm er das Oriental. Wachtveitl galt lange als weltweit dienstältester Hotelmanager im selben Haus.
1974 wurde die Hotelgruppe Mandarin gegründet, die wenig später einen Anteil von 49 Prozent an dem Hotel erwarb. 1976 kam ein weiterer Flügel hinzu, der River Wing. 1991 ernannte das US-Magazin Institutional Investor das Oriental zum besten Hotel der Welt und erneuerte sein Urteil in den folgenden zehn Jahren. Auch in der Tourismusbranche genießt es einen ausgezeichneten Ruf. 2001 wurden rund 30 Millionen Dollar in die Sanierung des Hauses investiert.
Das Hotel hat 358 Zimmer und 35 Suiten, verfügt über neun Restaurants und ein eigenes Spa.